# Pierre Dartout
Pierre Dartout (Limoges, Nueva Aquitania, 9 de abril de 1954) es un funcionario público francés que se desempeñó como Ministro de Estado de Mónaco desde septiembre de 2020 hasta septiembre de 2024. Fue prefecto desde 1995 al 2020.

## Biografía
Pierre nació el 9 de abril de 1954, en Limoges, Nueva Aquitania.
Se licenció en derecho en el Instituto de Estudios Políticos de París. 
Completó su servicio militar en 1977. 
Se matriculó en la École nationale d'administration de 1978 a 1980. Tras graduarse en la ENA continuó su carrera en la administración pública en 1980.

## Vida política
Se desempeñó como prefecto de Guyana francesa de 1995 a 1997. Luego se desempeñó como prefecto de Pirineos Orientales de 1998 a 2000. Después de dimitir de los Pirineos Orientales, se desempeñó como prefecto de Drôme de 2000 a 2002. También tuvo un breve período como prefecto de Pirineos Atlánticos de 2002 a 2004. Se desempeñó como prefecto de Provenza-Alpes-Costa Azul y Bocas del Ródano de 2017 a 2020. El 24 de agosto de 2020, renunció al cargo de prefecto de Bocas del Ródano después de ser anunciado oficialmente como el próximo Ministro de Estado de Mónaco.

### Ministro de Estado de Mónaco
El día 18 de mayo de 2020, fue nombrado por el príncipe Alberto II de Mónaco como nuevo Ministro de Estado de Mónaco. Prestó juramento y asumió sus funciones como 25º Ministro de Estado de Mónaco el 1 de septiembre de 2020, sucediendo a Serge Telle. La ceremonia de juramentación se llevó a cabo ante la presencia del Príncipe Alberto II en el Palacio del Príncipe. 